# 勒普莱西埃贝尔
勒普莱西埃贝尔（法語：Le Plessis-Hébert，法語發音：[lə plɛsi ebɛʁ]）是法国厄尔省的一个市镇，位于该省东部，属于埃夫勒区。

## 地理
勒普莱西埃贝尔（48°59'21"N, 1°21'6"E）面积11.73 平方千米，位于法国诺曼底大区厄尔省，该省份为法国北部内陆省份，北起滨海塞纳省，西接奧恩省和卡爾瓦多斯省，南至厄尔-卢瓦省，东临瓦兹省、瓦兹河谷省和伊夫林省。
与勒普莱西埃贝尔接壤的市镇（或旧市镇、城区）包括：布瓦塞莱普雷旺什、拉布瓦西耶尔、卡尤埃-奥热维尔、凡镇、加当库尔、默雷、厄尔河畔帕西。

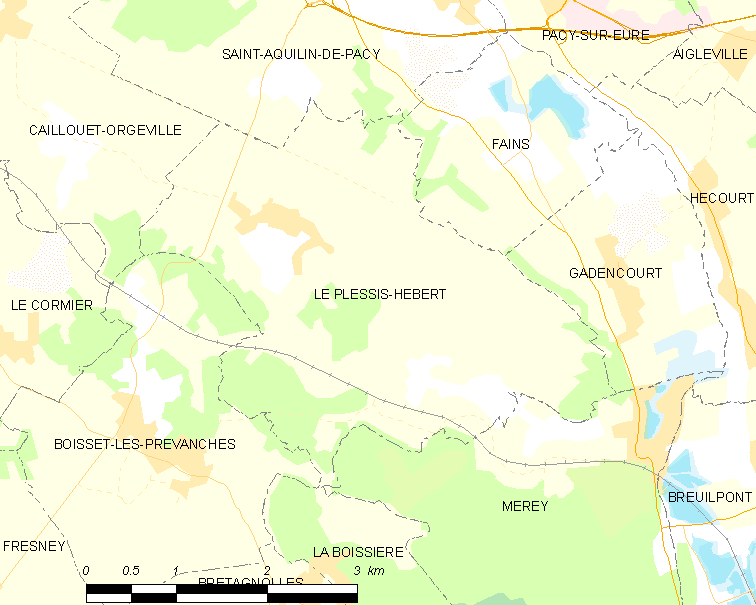
勒普莱西埃贝尔的OSM定位图

勒普莱西埃贝尔的时区为UTC+01:00、UTC+02:00（夏令时）。

## 行政
勒普莱西埃贝尔的邮政编码为27120，INSEE市镇编码为27465。

## 政治
勒普莱西埃贝尔所属的省级选区为厄尔河畔帕西县。

## 人口

1962-2008年间勒普莱西埃贝尔人口变化图示

勒普莱西埃贝尔于2022年1月1日时的人口数量为402人。